# Eez-eh
eez-eh — композиция английской рок группы Kasabian из их пятого студийного альбома 48:13. Песня была выпущена как первый сингл с альбома 29 апреля 2014 года.

## Композиция
Совершенно неожиданный для фанатов Kasabian ход группы, записать сингл в таком стиле. В одном из интервью, Серджо Пиццорно рассказал о том, что вдохновило его на создание композиции «Eez-eh»; его «музой» на тот момент был Giorgio Moroder, назвавший темп 120 ударов в минуту (120 bpm) 'магическим темпом'. Том Мейган — фронтмен группы — описал песню как «гимн рабочего класса», а также он сказал о том, что хотел бы добиться такого же эффекта, как песня «Born Slippy», написанная в 1996 году группой Underworld.
Комментируя текст песни, а конкретно строчку: «I’ve got the feeling that I’m gonna keep you up all night» — Серджо сказал: «Это скорее наш с Томом [Мейганом] диалогом часов в пять или шесть утра. Мы так много проводили ночей в отелях разговаривая о чём-либо, и эти строчки как раз об этом.»

## Продвижение и выпуск
Группа делала «Eez-eh» с ещё двумя треками из альбома 48:13 — «Bumblebeee» и «Stevie» — на шоу Later... with Jools Holland 13 мая 2014. После релиза сингла в Европе и Австралии, он же был выпущен 1 июня 2014 года уже в Британии. Вторая версия сингла включила в себя трек «Beanz» (B-Side); он был перевыпущен 3 июня 2014 года в цифровом формате. Также Kasabian отыграла сингл в The Graham Norton Show 13 июня 2014 года.

## Отзывы критиков
Ориентируясь на отзыв журнала NME — «мелодия чистого рейва 90-х годов.» Райан Дэли также подчеркнул тот факт, что сам трек «далёк от серьёзного восприятия мировых проблем, и что Kasabian поёт об этом насмешливо, „мультяшно“ и, что самое главное, весело.»
Antiquiet.com описал эту песню как «без сомнения самый электронный релиз, со времен прорывного одноименного альбома.»

## Клип
29 апреля 2014 года на официальный канал YouTube был загружен клип песни «Eez-eh», над которым работал Айтор Труп. В видео присутствует шведская актриса Нуми Рапас.

## Список композиций
| №  | Название | Длительность |
| -- | -------- | ------------ |
| 1. | «Eez-eh» | 3:00         |

| №  | Название | Длительность |
| -- | -------- | ------------ |
| 1. | «Eez-eh» | 2:59         |
| 2. | «Beanz»  | 4:41         |

## Чарты
| Чарт (2014)                                | Высшая позиция |
| ------------------------------------------ | -------------- |
| Бельгия/Фландрия (Ultratip Bubbling Under) | 30             |
| Бельгия/Валлония (Ultratip Bubbling Under) | 29             |
| Bulgaria Top 40                            | 38             |
| Ирландия (IRMA)                            | 54             |
| Шотландия (OCC Scotland)                   | 11             |
| Великобритания (OCC UK Singles)            | 22             |

## История релизов
| Регион         | Дата           | Лейбл      | Формат                       |
| -------------- | -------------- | ---------- | ---------------------------- |
| Австралия      | 29 апреля 2014 | Sony Music | Digital download (Version 1) |
| Австрия        | 29 апреля 2014 | Sony Music | Digital download (Version 1) |
| Бельгия        | 29 апреля 2014 | Sony Music | Digital download (Version 1) |
| Франция        | 29 апреля 2014 | Sony Music | Digital download (Version 1) |
| Германия       | 29 апреля 2014 | Sony Music | Digital download (Version 1) |
| Ирландия       | 29 апреля 2014 | Sony Music | Digital download (Version 1) |
| Италия         | 29 апреля 2014 | Sony Music | Digital download (Version 1) |
| Нидерланды     | 29 апреля 2014 | Sony Music | Digital download (Version 1) |
| Норвегия       | 29 апреля 2014 | Sony Music | Digital download (Version 1) |
| Польша         | 29 апреля 2014 | Sony Music | Digital download (Version 1) |
| Швеция         | 29 апреля 2014 | Sony Music | Digital download (Version 1) |
| Великобритания | 1 июня 2014    | Sony Music | Digital download (Version 1) |
| Австралия      | 3 июня 2014    | Sony Music | Digital download (Version 2) |
| Италия         | 3 июня 2014    | Sony Music | Digital download (Version 2) |
| Великобритания | 3 июня 2014    | Sony Music | Digital download (Version 2) |